# Арона (Санта-Крус-де-Тенерифе)
Арона (ісп. Arona) — муніципалітет в Іспанії, у складі автономної спільноти Канарські острови, у провінції Санта-Крус-де-Тенерифе, на острові Тенерифе. Населення — 79 377 осіб (2010).
Муніципалітет розташований на відстані близько 1810 км на південний захід від Мадрида, 60 км на південний захід від Санта-Крус-де-Тенерифе.
На території муніципалітету розташовані такі населені пункти: (дані про населення за 2010 рік)
- Арона: 2737 осіб
- Бусанада: 3829 осіб
- Кабо-Бланко: 5624 особи
- Ла-Камелья: 3103 особи
- Лос-Крістіанос: 19383 особи
- Чо: 2983 особи
- Ель-Фрайле: 7702 особи
- Лас-Гальєтас: 6989 осіб
- Гуаса: 1997 осіб
- Коста-дель-Сіленсіо: 8013 осіб
- Чайофа: 1921 особа
- Пальм-Мар: 1530 осіб
- Плая-де-лас-Амерікас (Арона): 4569 осіб
- Вальє-де-Сан-Лоренсо: 7063 особи
- Гуаргачо: 1934 особи

## Демографія
Динаміка населення (INE ):

## Галерея зображень

Розташування муніципалітету на острові Тенерифе
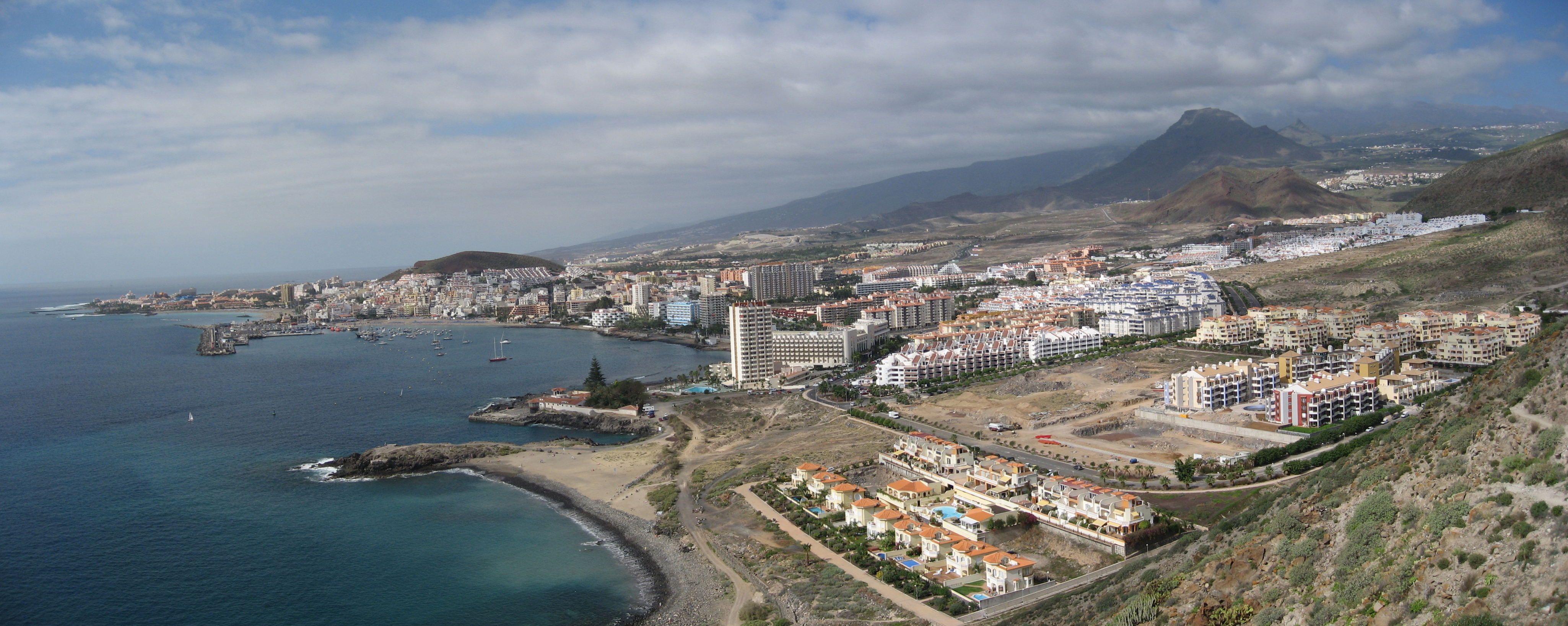
Лос-Крістіанос
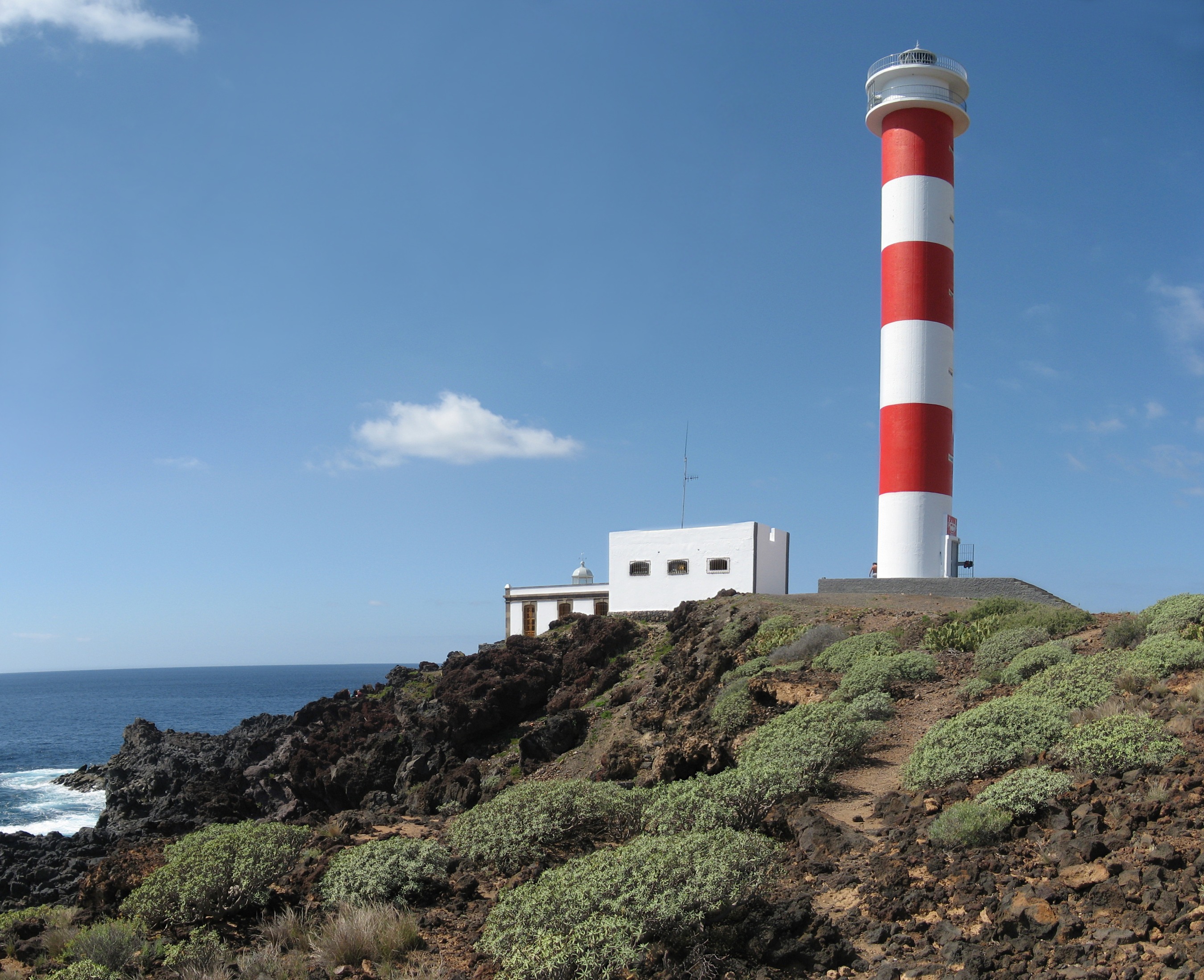
Маяк